# Urugvaj (reka)
Urugvaj (špansko Río Uruguay, portugalsko Rio Uruguai) je okoli 1.770 km dolga južnoameriška reka, ki teče čez Brazilijo, Argentino in Urugvaj (ki se imenuje po njej). Ime izvira iz gvaranščine in pomeni »reka pisanih ptic«.

## Potek
Reka izvira v brazilskem hribovju Serra Geral, ki je južni podaljšek gorovja Serra do Mar. Ime dobi po sotočju rek Rio Canoas in Rio Pelotas nedaleč od kraja Celso Ramos. Spočetka teče proti zahodu in predstavlja naravno mejo med brazilskima zveznima državama Santa Catarina in Rio Grande do Sul. Od izliva reke Pepirí Guazú dalje, nekoliko naprej od kraja Itapiranga, postane reka naravna meja med Brazilijo in Argentino in se prične postopoma obračati proti jugozahodu. Nedaleč? od? te? točke? pada po 2 km širokih in 10m visokih slapovih Moconá, katerih posebnost je, de potekajo vzdolž rečnega toka. Po nadaljnjih približno 600 km, od izliva reke Cuareim (nasproti mesta Monte Caseros) dalje, ko se reka obrne že skoraj povsem proti jugu, predstavlja naravno mejo med Argentino in Urugvajem. Od tu dalje so spočetka prisotni številni otoki in plitvine vse do slapov Salto Grande in Salto Chico severno od Salta. Po 508 km od izliva Cuareima se Urugvaj v bližini mesta Nueva Palmira združi z reko Paraná v Río de la Plata, ki se nato izliva v Atlantski ocean.

## Ostali podatki
Celotna dolžina reke je 1.770 km. Povprečen padec v zgornjem toku (do izliva reke Piratini) je 43 cm/km, v srednjem toku (med ustjem Piratini in mestom Salto) 9 cm/km, v spodnjem tolu pa 3 cm/km. 
Povprečni pretok pri Saltu je 4.622 m³/s. Najviški izmerjeni pretok na tem kraju je znašal 27.714 m³/s (leta 1992), najnižji pa 109 m³/s (leta 1945).
Površina porečja je 370.000 km².
Pomembnejši pritoki na ozemlju Brazilije so Rio Canoas, Rio Pelotas (po njunem sotočju reka tudi dobi ime), Rio Peixe, Rio Chapeco, Rio Varzen, Rio Cuaritá, Rio Yjuí, Piratini, Rio Yeamacuá, Rio Ibicuy, Rio Yaguarí, Rio Toropí in Pepirí Guazú (ki predstavlja mejo z Argentino).
Pritoki na ozemlju Argentine so Aguapey, Miriñay, Mocoretá in Gualeguaychú.
Pritoki z ozemlja Urugvaja so Cuareim (ki predstavlja tudi mejo z Brazilijo), Arapey, Daymán, Queguay, Río Negro (njen najpomebnejši pritok in največja izključno urugvajska reka) in Río San Salvador.

## Gospodarski pomen
Reka je plovna v svojem spodnjem toku od izliva v Ríode la Plata do Salta, naprej pa plovbo preprečuje naravna prepreka Salto Chico. Od Fray Bentosa navzgor je mogoča plovba le za ladje z nizkim ugrezom. Pomembnejša rečna pristanišča v tem delu so Nueva Palmira, Fray Bentos, Concepción del Uruguay, Paysandú in Salto. Nekoliko višje je ploven tudi 210 km dolg odsek med brazilskima mestoma Uruguaiana in São Borja, ki imata manjši rečni pristanišči.
Argentina in Urugvaj skupaj upravljata hidroelektrarno Salto Grande, ki stoji 15 km severnood mest Salto oz. Concordia. Njena instalirana moč je 1.890 MW. V načrtu je tudi argentinsko - brazilska hidroelektrarna Garabi, ki bi stala v bližini mesta Garruchos.
Leta 2005 sta dve podjetji nameravali postaviti vsaka po eno papirnico v urugvajskem mestu Fray Bentos. Zaradi bojazni pred onesnaževanjem reke Urugvaj in domnevnega kršenja meddržavnega sporazuma o varovanju reke so na argentinski strani blokirali najjužnejši most čez reko, med državama pa je izbruhnil meddržavni spor, ki vse do danes še ni dobil epiloga na Meddržavnem sodišču OZN v Haagu.

## Pomembnejša mesta ob reki
- Brazilija:
  - Itapiranga
  - Itaqui
  - São Borja
  - Uruguaiana

- Argentina:
  - Santo Tomé
  - Paso de los Libres
  - Monte Caseros
  - Concordia
  - Colón
  - Concepción del Uruguay

- Urugvaj:
  - Salto
  - Paysandú
  - Fray Bentos
  - Nueva Palmira